# My Dying Bride

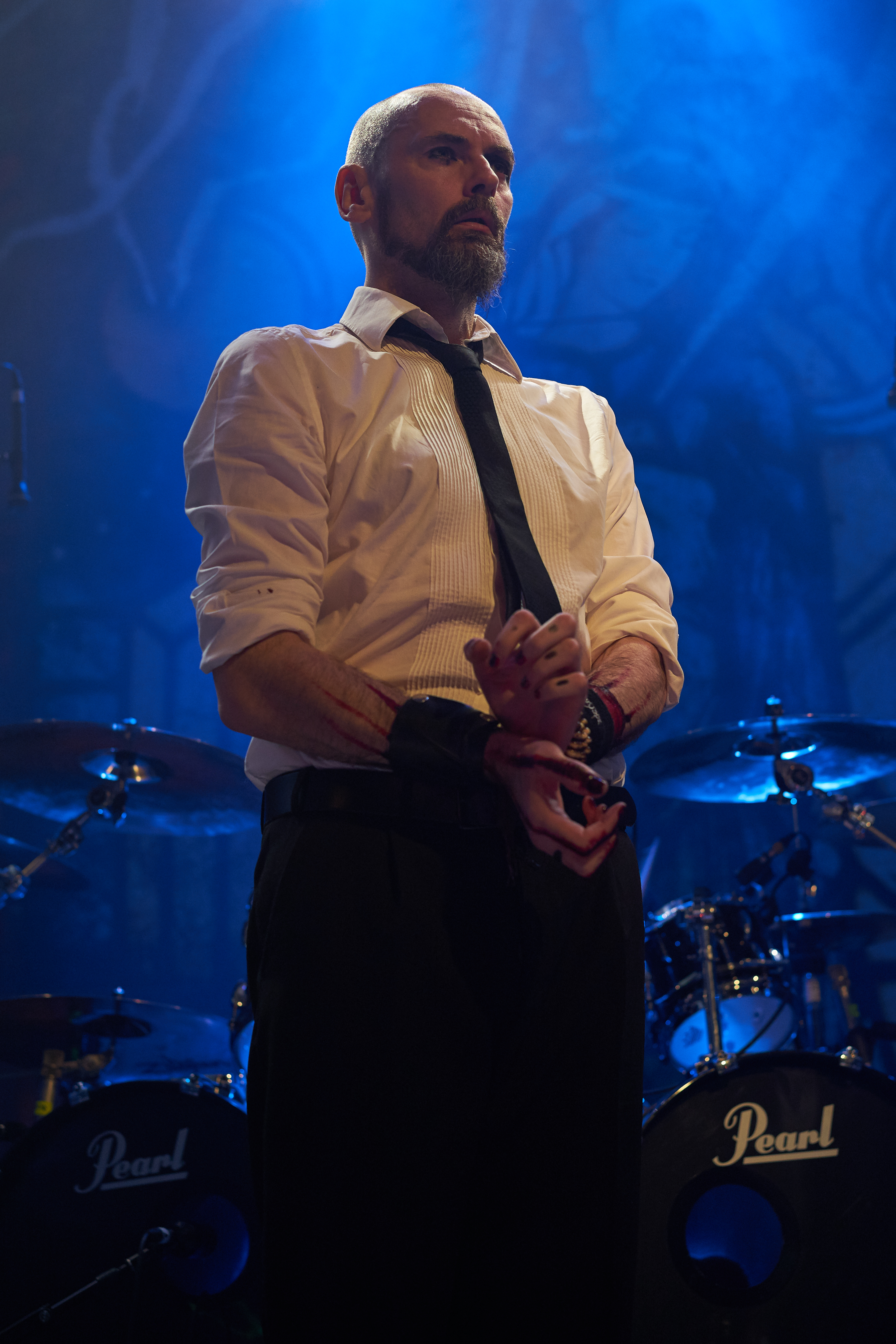
Aaron Stainthorpe, 2015

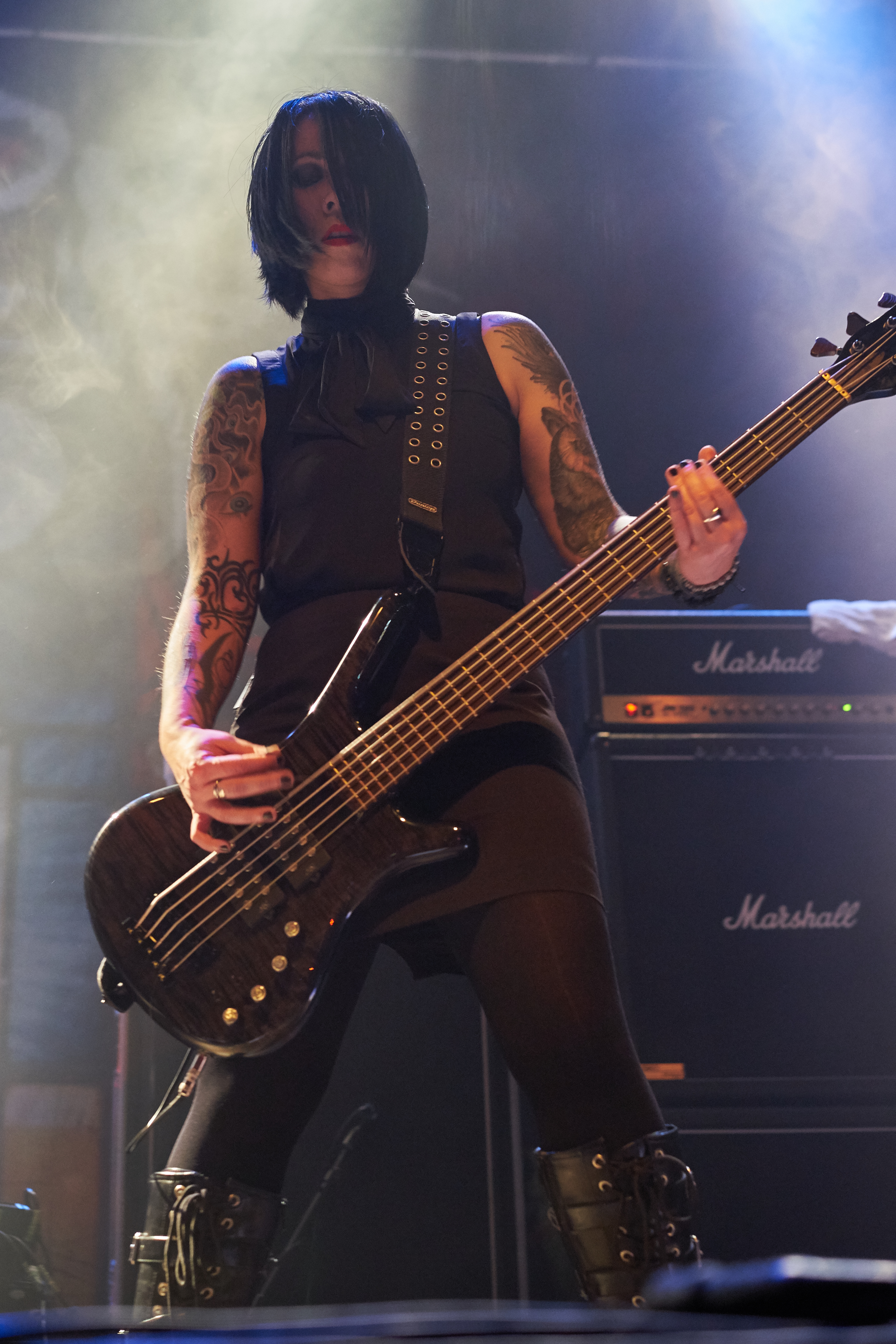
Lena Abé, 2015

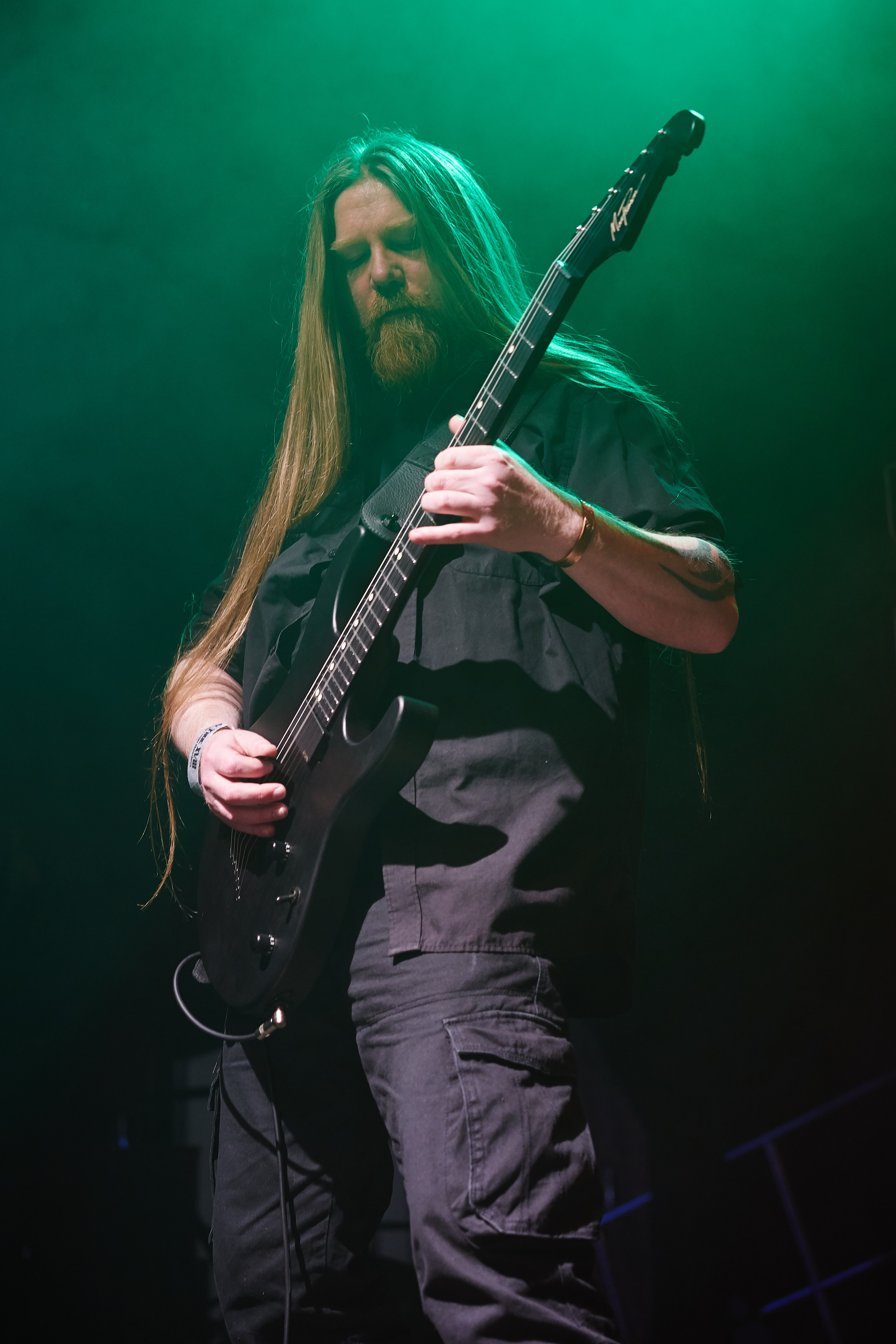
Andrew Craighan, 2015

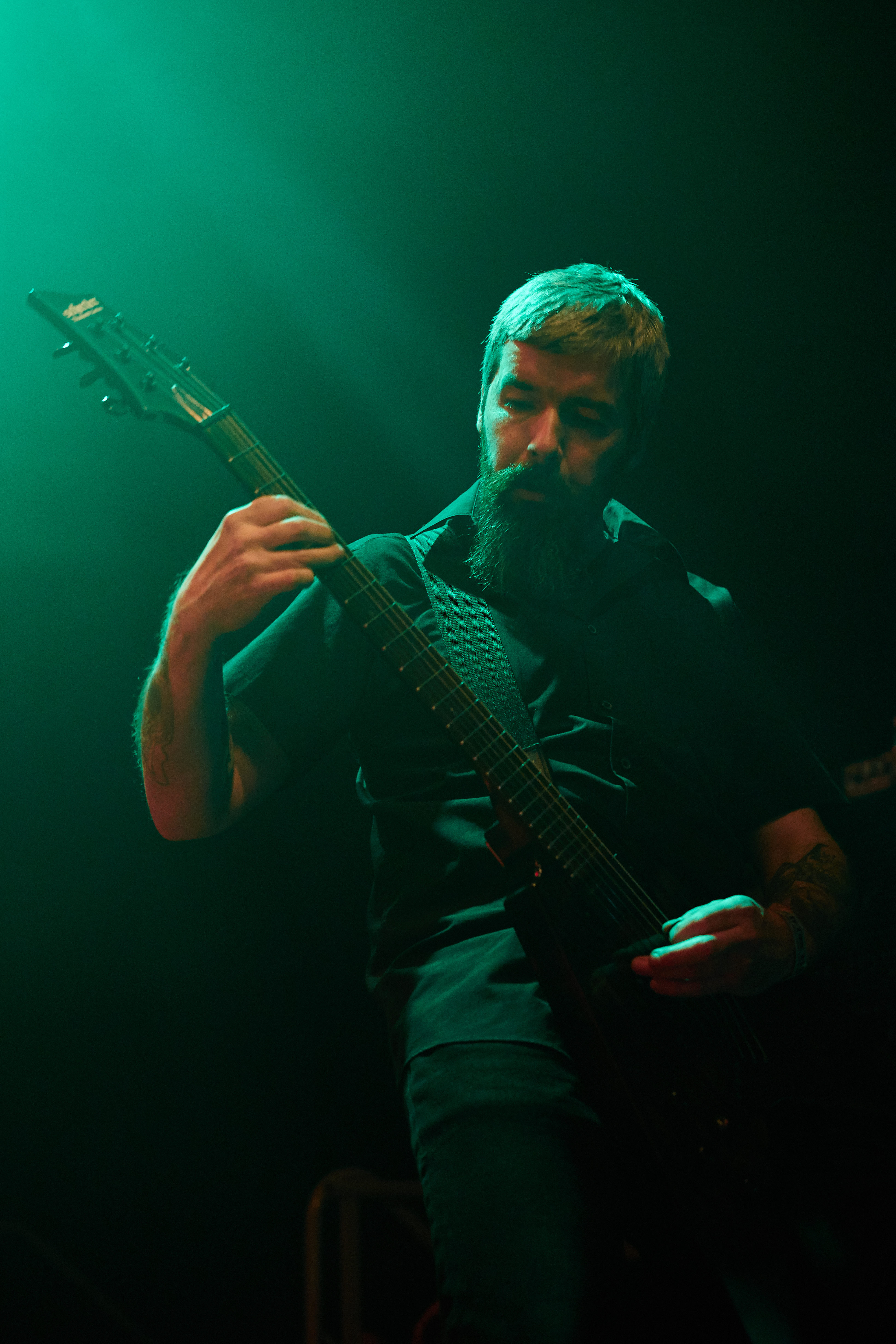
Calvin Robertshaw, 2015

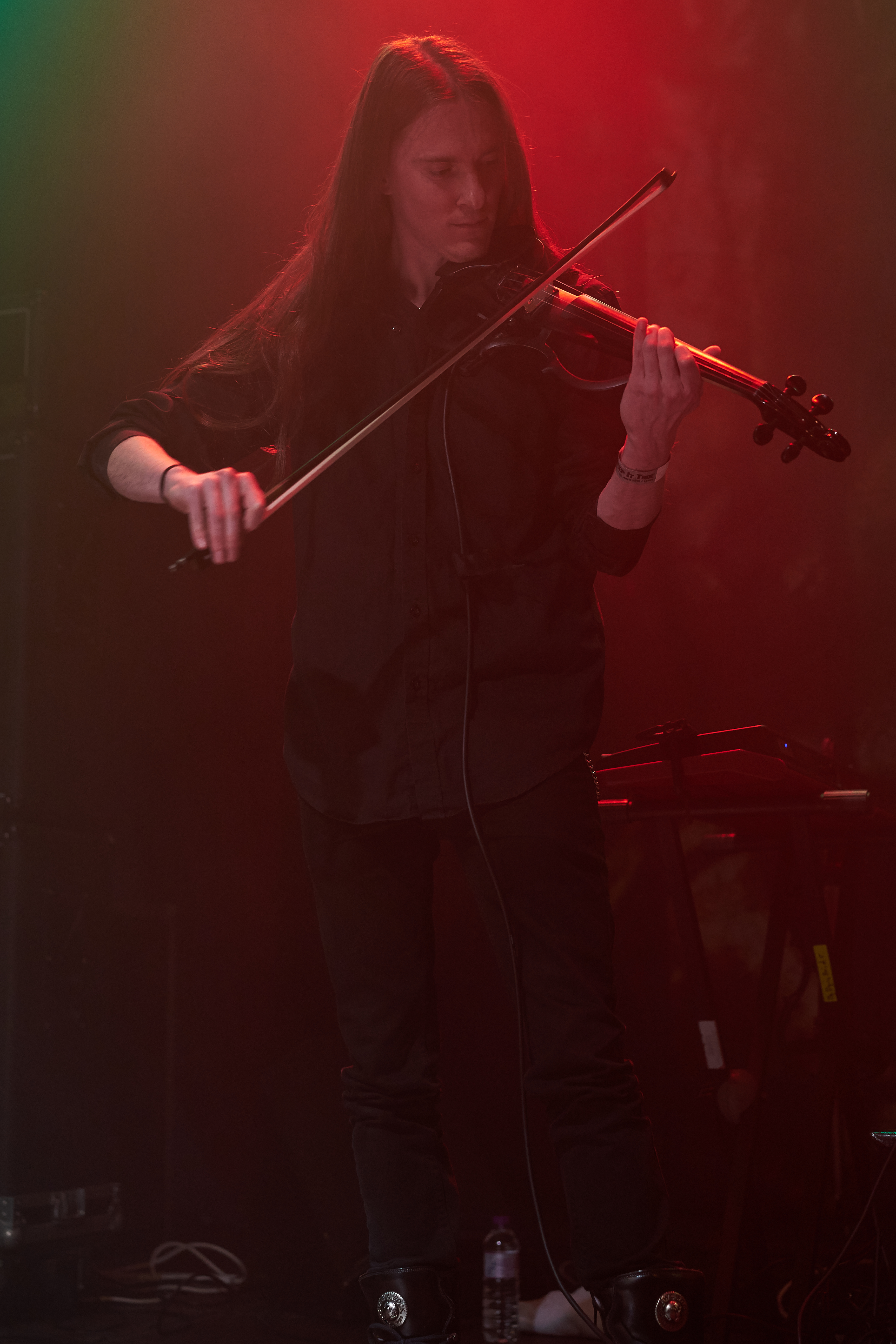
Shaun Macgowan, 2015

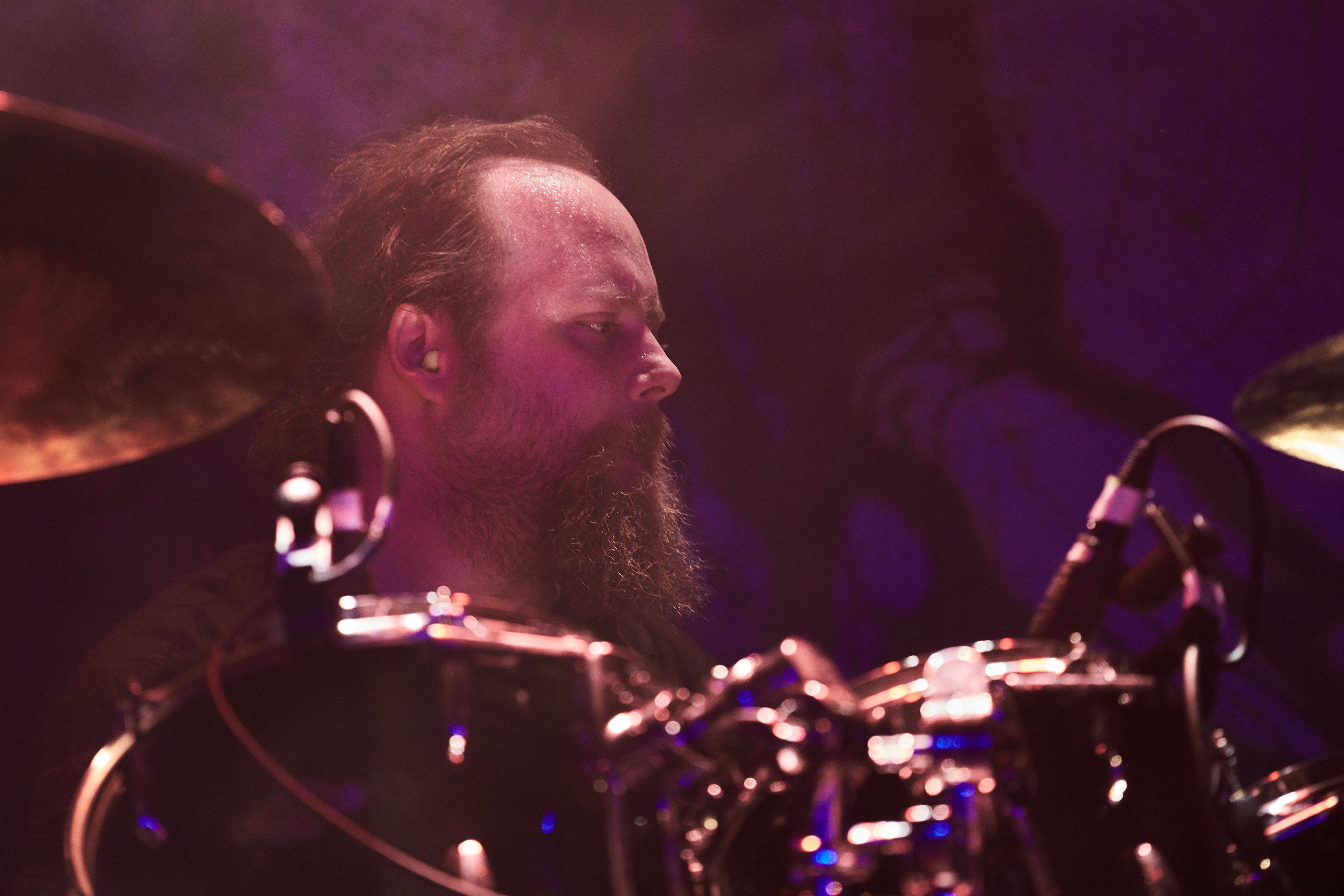
Dan Mullins, 2015

My Dying Bride est un groupe britannique de doom metal, originaire de Bradford. Aux côtés des groupes Anathema et Paradise Lost, My Dying Bride est l'un des pionniers du genre death/doom metal. En 2014, My Dying Bride recense un total de onze albums studio, trois EP, une démo, un coffret, quatre compilations musicales, un album live, et un CD/DVD live.

## Historique

### Débuts et premiers albums (1990–1997)
My Dying Bride est formé en juin 1990 en tant que quatuor, à Bradford (Yorkshire de l'Ouest), en Angleterre. Après des débuts remarqués pour son style typiquement death metal (la première démo Towards the Sinister en témoigne), le groupe se tourne progressivement vers un style parfois lancinant et terriblement émouvant. Avec la sortie de l'EP Trinity et du titre à succès The Thrash of Naked Limbs, le groupe s'impose finalement comme un incontournable du genre.
Leur premier réel album studio, As the Flower Withers, paru le 22 mai 1992, est considéré[Par qui ?] comme l'un de leurs meilleurs, et il en est de même pour le deuxième, Turn Loose the Swans[réf. nécessaire]. Ce dernier, paru en 1994, finit d'asseoir la notoriété de l'un des « trois grands » du label Peaceville (les deux autres étant Anathema et Paradise Lost). Les paroles sont très imagées, les textes sont recherchés mais toujours bercés par une certaine noirceur et par une mélancolie sans borne. Les guitares sont gothic, death ou black, la batterie alterne passages rapides et passages très lents, alors que la voix alterne le chant guttural et une tonalité parfois plus pesante. La performance scénique est impressionnante, notamment grâce à son très charismatique chanteur, fasciné par l'histoire du Christ et de la Genèse, une de ses principales sources d'inspiration. L'amour perdu est aussi un thème essentiel présent sur chacun des albums. L'Homme en général et l'humanité sont mis à nu avec une grande émotion.
La rythmique pesante est tempérée par le lyrisme d'un violon électrifié (jusqu'à l'album Like Gods of the Sun, car le violoniste quitte le groupe pour Anathema), élément distinctif du groupe. L'apogée de ce style est, de l'avis des fans, marquée par l'album The Angel and the Dark River, sorti en 1995. Le style du groupe est imprégné d'une implacable tristesse, mais d'une grande puissance également, ce qui le rend unique en son genre. En 1996, le groupe veut composer des titres beaucoup plus courts, l'album Like Gods of the Sun marque par ses riffs acérés et une musicalité plus « rock », ainsi que par son titre culte For You.

### De34.788%...CompleteàFor Lies I Sire(1998–2011)
La sortie de l'album 34.788 %... Complete en 1998 est assez mal accueillie par les fans, car le groupe choisit de regrouper en un album l'ensemble de ses volontés expérimentales de rock électronique. L'album The Light at the End of the World marque le retour du groupe à ses racines doom/death ; ce retour est confirmé par The Dreadful Hours en 2001, bien accueilli par la presse spécialisée et des fans. Enfin, le groupe fait paraître en 2004 un album avec le « doomissime » Songs of Darkness, Words of Light. Cet album est classé dans le top 10 2004 du site metal en français Obsküre[réf. nécessaire]. Il inclut un death terriblement efficace, avec des passages dont le clavier raisonne à la manière des claviers de black metal, accompagnés d'un doom pachydermique écrasant tout espoir sur son passage. Les titres les plus significatifs sont probablement Catherine Blake et The Blue Lotus.
Un nouveau DVD, Sinamorata, sort fin août 2005. L'album A Line of Deathless Kings, paru en octobre 2006, est à la hauteur des précédents ; un choix vocal intéressant est à signaler : en effet, Aaron préfère dans cet album la voix lancinante aux cris gutturaux que l'on pouvait retrouver sur Songs of Darkness, Words of Light. Ce choix avait déjà été fait précédemment sur l'album Like Gods of the Sun. Les compositions sont quant à elles toujours à la hauteur et c'est un chef-d'œuvre de doom que nous offrent là les maîtres en la matière. On notera aussi la présence sur cet album d'un batteur de session, batteur de The Prophecy, qui remplace Shaun Steels, blessé au poignet. Ce dernier quittera le groupe courant octobre, son état de santé ne s'améliorant pas. Les titres marquants de cet album sont assurément To Remain Tombless, qui fait une ouverture magistrale et annonce efficacement l'ambiance, I Cannot Be Loved, qui est un des titres les plus émotifs de My Dying Bride, ou encore The Blood, The Wine, The Roses, qui clôt l'album d'une manière assez singulière : Aaron entame une partie vocale death et la chanson cesse brutalement. Cela laisse présager un prochain album plutôt porté sur le côté agressif du groupe.
Le nouvel album For Lies I Sire, sorti en 2009, voit le retour de parties vocales plus proches du death originel du groupe, avec des rythmes plus rapides que sur le précédent opus. Cependant, cet album voit le retour en grâce du violon, qui, combiné aux parties de clavier et à certaines lignes de chant qui demeurent mélancoliques et sombres, marque l'album d'une forte ambiance doom/gothic.

### A Map of All Our Failures(2012-2014)
Le 17 avril 2012, My Dying Bride annonce sa participation au Damnation Festival de 2012, ainsi que quelques nouvelles chansons seront jouées. Le 27 juillet 2012, le titre, la couverture et la liste de titres de leur onzième album studio, A Map of All Our Failures, sont dévoilés sur le site officiel du groupe. Le groupe annonce sa date de sortie le 15 octobre la même année en Europe, et le 16 octobre aux États-Unis sous formats CD, double vinyle et édition spéciale CD/DVD. Le groupe fait donc paraître leur nouvel album intitulé, A Map of All Our Failures, le 15 octobre 2012. Le titre Kneel till Doomsday est préalablement mis en écoute sur le site officiel du groupe.
Le 13 mai 2013, le groupe fait paraître un EP de quatre chansons, The Manuscript. Trois des quatre chansons sont enregistrées en même temps que l'album A Map of All Our Failures. Le 6 juin 2014, My Dying Bride annonce via leur site officiel, le renvoi du guitariste Hamish Glencross lors du Maryland Deathfest de 2014, et l'arrivée du guitariste d'origine du groupe Calvin Robertshaw.

### Feel the Miseryet passage chez Nuclear Blast (2015-2019)
Le 18 septembre 2015 sort l'album Feel the Misery, composé de huit titres.
En mars 2017, le groupe signe avec Nuclear Blast Records. La même année, le batteur Dan Mullins quitter le groupe et est remplacé par Shaun Steels, qui avait été dans le groupe de 1999 à 2006 et avait joué sur A Map of All Our Failures en 2012 en tant que membre de session.
En 2017, après avoir annulé quatre apparitions en festival, Aaron Stainthorpe explique que le groupe est toujours actif et qu'il travaille sur un nouvel album. Dans une publication Facebook My Dying Bride du 18 septembre 2018, Aaron Stainthorpe explique que le groupe avait annulé ses représentations en raison du cancer de sa fille de 5 ans, qui est actuellement en rémission.
Le 4 décembre 2018, le groupe annonce que le batteur Jeff Singer (ex-Paradise Lost) rejoint My Dying Bride, et qu'il a effectué toutes les prises batterie pour le nouvel album.
Le 24 mai 2019, le groupe sort A Harvest of Dread, un livre cartonné de luxe de 12 pouces de 92 pages, un ensemble de cinq disques de raretés, de premières œuvres, de démos de pré-production inédites, de favoris du groupe et d'audio en direct.
Toujours en 2019, Calvin Robertshaw quitte My Dying Bride pour la deuxième fois et est remplacé par Neil Blanchett aux guitares.

### The ghost of Orion(2020-présent)
Le 13e album de My Dying Bride, The Ghost of Orion, sort le 6 mars 2020.
Il sort cinq ans après l'album précédent, Feel the Misery, ce qui représente à ce jour le plus long écart du groupe entre deux albums studio.
Auparavant, le premier single de l'album, Your Broken Shore, est sorti 20 janvier 2020, suivi d'un deuxième single, Tired of Tears, 7 février 2020.
Plus tard en 2020, le groupe sort son 7e EP, Macabre Cabaret.

## Membres
- Aaron Stainthorpe – voix (depuis 1990)
- Andrew Craighan – guitare (depuis 1990)
- Neil Blanchett – guitar (depuis 2019)
- Lena Abé – basse (depuis 2007)
- Shaun MacGowan – violon, clavier (depuis 2009)
- Jeff Singer – batterie (depuis 2018)

### Anciens membres
- Rick Miah – batterie (1990–1997)
- Calvin Robertshaw – guitare (1990–1999, 2014-2018)
- Martin Powell – violon, clavier (1991–1998)
- Adrian Jackson – basse (1991–2007)
- Bill Law – batterie (1998–1999)
- Yasmin Ahmed – clavier (1998–2002)
- Shaun Taylor-Steels – batterie (1999–2006), batterie en studio (depuis 2011)
- Sarah Stanton – clavier (2002–2008)
- Hamish Glencross – guitare (2000–2014)
- John Bennett – batterie (2006–2007)
- Katie Stone – violon, clavier (2008–2009)
- Dan Mullins – batterie  (2007–2012), tournée (2013–2017)

## Discographie

### Albums studio
- 1992 : As the Flower Withers
- 1993 : Turn Loose the Swans
- 1995 : The Angel and the Dark River
- 1996 : Like Gods of the Sun
- 1998 : 34.788%... Complete
- 1999 : The Light at the End of the World
- 2001 : The Dreadful Hours
- 2004 : Songs of Darkness, Words of Light
- 2007 : A Line of Deathless Kings
- 2009 : For Lies I Sire
- 2012 : A Map of All Our Failures
- 2015 : Feel The Misery
- 2020 : The Ghost of Orion
- 2024 : A Mortal Binding

### Démo et EP
- 1990 : Towards the Sinister (Démo)
- 1991 : God Is Alone (EP)
- 1991 : Symphonaire Infernus Et Spera Empyrium (EP)
- 1992 : The Thrash of Naked Limbs (EP)
- 1994 : The Sexuality of Bereavement (EP)
- 1994 : I Am the Bloody Earth (EP)
- 2006 : Deeper Down (Single)
- 2009 : Bring Me Victory (EP)
- 2011 : The Barghest O' Whitby (EP)
- 2013 : The Manuscript (EP)
- 2020 : Macabre Cabaret (EP)

### Albums live et DVD
- 1996 : The Angel and the Dark River / Live at the Dynamo (live)
- 2002 : The Voice of the Wretched (live)
- 2005 : Sinamorata (DVD)
- 2008 : An Ode to Woe (CD + DVD live)

### Compilations
- 1995 : Trinity
- 2000 : Meisterwerk 1
- 2001 : Meisterwerk 2
- 2011 : Evinta